# Municipio de Shoal
El municipio de Shoal (en inglés: Shoal Township) es un municipio ubicado en el condado de Clinton en el estado estadounidense de Misuri. En el año 2010 tenía una población de 6093 habitantes y una densidad poblacional de 47,52 personas por km².

## Geografía
El municipio de Shoal se encuentra ubicado en las coordenadas 39°41′18″N 94°16′14″O / 39.68833, -94.27056. Según la Oficina del Censo de los Estados Unidos, el municipio tiene una superficie total de 128.22 km², de la cual 128,08 km² corresponden a tierra firme y (0,11 %) 0,14 km² es agua.

## Demografía
Según el censo de 2010, había 6093 personas residiendo en el municipio de Shoal. La densidad de población era de 47,52 hab./km². De los 6093 habitantes, el municipio de Shoal estaba compuesto por el 95,93 % blancos, el 0,72 % eran afroamericanos, el 0,75 % eran amerindios, el 0,61 % eran asiáticos, el 0,41 % eran de otras razas y el 1,58 % eran de una mezcla de razas. Del total de la población el 1,54 % eran hispanos o latinos de cualquier raza.